# Cebídeos
Os cebídeos (do latim científico Cebidae) constituem uma família de primatas típica da América do Sul. Os cebídeos ou cébidas têm três dentes pré-molares, três molares verdadeiros de cada lado, tanto nas mandíbulas como nas maxilas, dedos providos de unhas chatas, nunca sob forma de garras, o primeiro dedo do pé e da mão oponíveis aos demais. São endêmicos da região neotropical.

## Taxonomia
- Família Cebidae[4]
  - Subfamília Cebinae
    - Gênero Cebus
      - Cebus albifrons
      - Macaco-prego-de-cara-branca ou Macaco-capuchinho, Cebus capucinus
      - Cebus kaapori
      - Cebus olivaceus
      - Cebus yuracus
      - Cebus cuscinus
      - Cebus unicolor

    - Gênero Sapajus
      - Macaco-prego-das-Guianas, Sapajus apella
      - Macaco-prego-amarelo, Sapajus libidinosus
      - Macaco-prego-preto, Sapajus nigritus
      - Macaco-prego-dourado, Sapajus flavius
      - Sapajus macrocephalus
      - Sapajus cay
      - Sapajus robustus
      - Macaco-prego-do-peito-amarelo, Sapajus xanthosternos

  - Subfamília Saimiriinae
    - Gênero Saimiri
      - Saimiri boliviensis
      - Saimiri oerstedii
      - Macaco-de-cheiro, Saimiri sciureus
      - Saimiri ustus
      - Saimiri vanzolinii
      - Saimiri macrodon
      - Saimiri cassiquiarensis